# دانشگاه آزاد اسلامی واحد علوم و تحقیقات آیت‌الله آملی
دانشگاه آزاد اسلامی واحد علوم و تحقیقات آیت‌ الله آملی با نام مستعار دانشگاه آزاد اسلامی واحد آمل، دانشگاهی غیردولتی واقع در شهرستان آمل استان مازندران است.

## تاریخچه
در سال ۱۳۷۸ مردم منطقه دشت‌سر از جمله روستاهای فیروزکلا، پاشاکلا و کمدره از روستاهای توابع آمل زمینی بالغ بر ۷۲ هکتار را به منظور ساخت دانشگاه دولتی به دولت اهدا کردند با توجه عدم استقبال دولت وقت به دانشگاه آزاد اسلامی واگذار شد. 
این واحد دانشگاهی در ابتدا با سه رشته تحصیلی در سال ۱۳۷۹ آغاز به فعالیت نمود. هم اکنون این دانشگاه با ۱۲۶ عضو هیأت علمی تمام وقت، ۳۸ بورسیه دکتری، بالغ بر ۳۰,۰۰۰ متر مربع فضای آموزشی و پژوهشی، ۱۰۰ آزمایشگاه و کارگاه مجهز و مدرن و بسیاری امکانات رفاهی، آموزش و پژوهشی در زمینی بکر و زیبا به مساحت ۷۲ هکتار، خرسند به تحصیلی ۶,۰۰۰ دانشجو در ۸۹ رشته تحصیلی می‌باشد.
در تابستان ۱۳۹۰ در پنجاه و نهمین اجلاس هیأت امنای دانشگاه آزاد اسلامی به ریاست اکبر هاشمی رفسنجانی، عبدالله جاسبی و سایر اعضای هیأت امنا موضوع تأسیس شعبه واحد علوم و تحقیقات در استان مازندران و واحد آیت‌الله آملی مطرح شد و با توضیحات جانبی مورد تصویب قرار گرفت.
در اولین جلسه شورای سیاست گزاری با حضور باقر لاریجانی ریاست دانشگاه علوم پزشکی تهران و فاضل لاریجانی مشاور ریاست عالیه دانشگاه آزاد اسلامی مجدداً مطرح و سرانجام با نظر مثبت ریاست دانشگاه و اعضای هیأت امنای دانشگاه خصوصاً هاشمی رفسنجانی به تصویب نهایی رسید..

## دانشکده‌ها
- دانشکده فنی و مهندسی[۷]
- دانشکده کشاورزی و صنایع غذایی[۸]
- دانشکده تربیت بدنی[۹]
- دانشکده علوم پایه[۱۰]
- دانشکده داروسازی [۱۱]
- دانشکده علوم انسانی[۱۲]

## اعضاء هیأت علمی
هم‌اکنون این دانشگاه با ۱۱۰ عضو هیئت علمی شامل ۲۴ دانشیار، ۶۵ استادیار و ۲۱ مربی، در رشته‌های مختلف مشغول فعالیت می‌باشد:
- یدالله ساعی [۱۴]